# Tarenna citrina
Tarenna citrina är en måreväxtart som beskrevs av Charles-Joseph Marie Pitard. Tarenna citrina ingår i släktet Tarenna och familjen måreväxter. Inga underarter finns listade i Catalogue of Life.